# Royse City
Royse City város az USA Texas államában, Collin, Hunt és  Rockwall megyében. Lakosainak száma 13 508 fő (2020. április 1.).

## Népesség
A település népességének változása:

| 2010 | 9 349  |
| 2020 | 13 508 |